# El Paso (Illinois)
El Paso es una ciudad ubicada en el condado de Woodford en el estado estadounidense de Illinois. En el Censo de 2010 tenía una población de 2810 habitantes y una densidad poblacional de 508,65 personas por km².

## Geografía
El Paso se encuentra ubicada en las coordenadas 40°44′26″N 89°1′5″O / 40.74056, -89.01806. Según la Oficina del Censo de los Estados Unidos, El Paso tiene una superficie total de 5.52 km², de la cual 5.52 km² corresponden a tierra firme y (0%) 0 km² es agua.

## Demografía
Según el censo de 2010, había 2810 personas residiendo en El Paso. La densidad de población era de 508,65 hab./km². De los 2810 habitantes, El Paso estaba compuesto por el 97.01% blancos, el 0.6% eran afroamericanos, el 0.28% eran amerindios, el 0.71% eran asiáticos, el 0.04% eran isleños del Pacífico, el 0.32% eran de otras razas y el 1.03% pertenecían a dos o más razas. Del total de la población el 1.28% eran hispanos o latinos de cualquier raza.